# Elisabeth Brunner-Müller

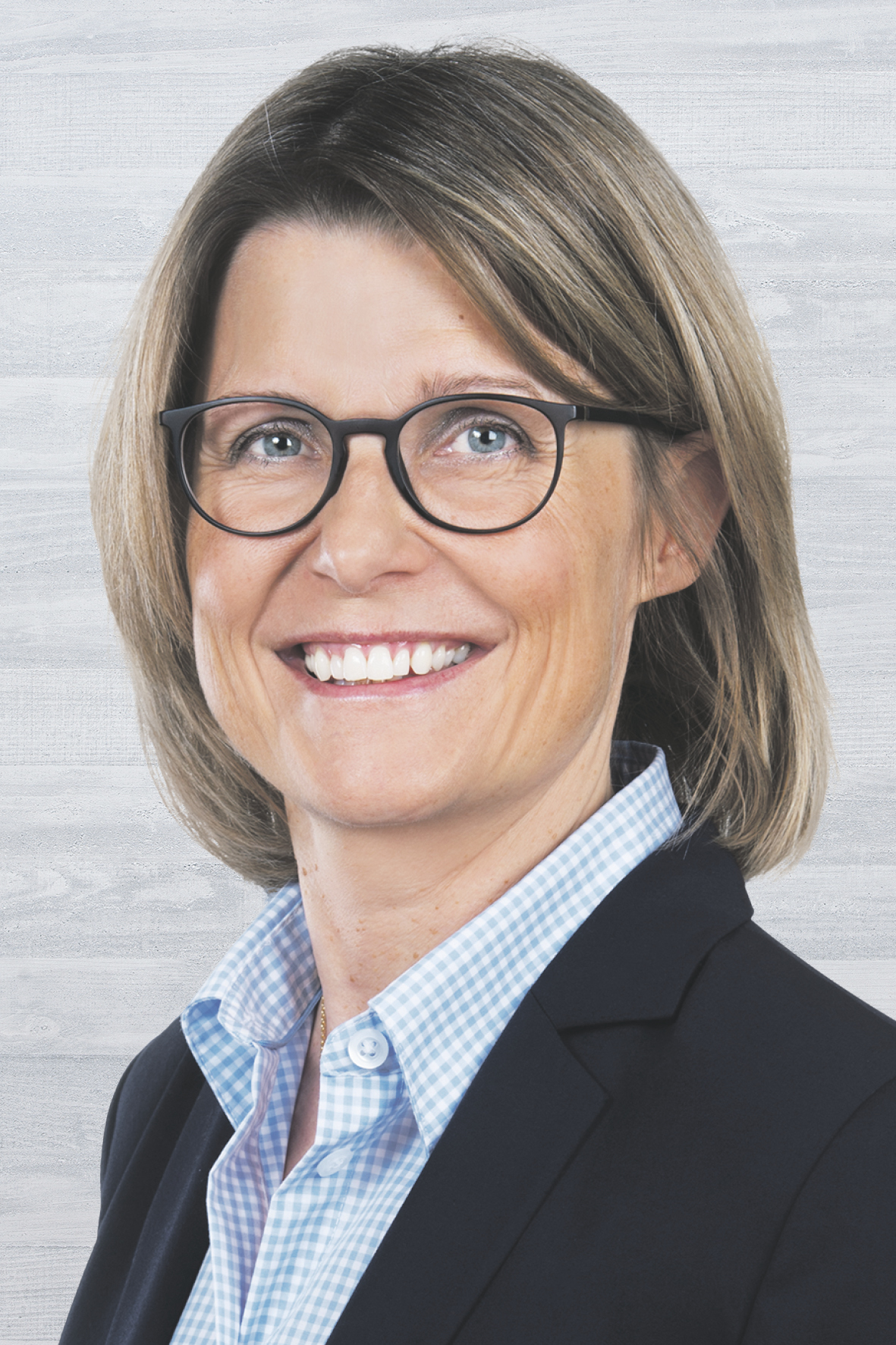
Elisabeth Brunner-Müller (2017)

Elisabeth Brunner-Müller (* 20. Februar 1973) ist eine Schweizer Politikerin (FDP) und  war von 2016 bis 2020 Kantonsrätin im St. Galler Wahlkreis See-Gaster.

## Leben und Wirken
Brunner-Müller begann ihre politische Karriere in der Gemeinde Schmerikon. 2007 wurde sie Vorstandsmitglied der dortigen FDP-Ortspartei. Sie engagierte sich von 2008 bis 2016 als Präsidentin eines Wahlgremiums, das Kandidaten für die Ortsgemeinde Schmerikon sucht. 2013 wurde Brunner-Müller selbst in den Gemeinderat der politischen Gemeinde Schmerikon gewählt. Drei Jahre später schaffte sie zudem die Wahl in den St. Galler Kantonsrat, wo sie von 2016 bis 2020 den Wahlkreis See-Gaster vertrat. Von 2017 bis 2018 präsidierte sie ausserdem die FDP-Regionalpartei See-Gaster.